# Anaxiphomorpha longiapodemalis
Anaxiphomorpha longiapodemalis är en insektsart som beskrevs av Andrej Vasiljevitj Gorochov 1987. Anaxiphomorpha longiapodemalis ingår i släktet Anaxiphomorpha och familjen syrsor. Inga underarter finns listade i Catalogue of Life.